# Johannes Rhenius
Johannes Rhenius (* 1574 in Oschatz; † 29. Juni 1639 in Husum) war ein deutscher Lehrer.

## Leben
Rhenius wurde 1574 in Oschatz geboren. Er studierte Sprachen an der Universität Leipzig. Er wurde Konrektor an der Thomasschule. Außerdem war er ab 1609 Adjunktus und seit 1617 ordentlicher Professor organi Aristotelici an der Artistenfakultät der Leipziger Universität. Von 1618 bis 1624 war er Rektor des Gymnasiums Eisleben. Dort geriet er mit dem Generalsuperintendenten Leonhard Rechtenbach (1578–1629) in Streit, der ihn wegen der – kriegsbedingt – sinkenden Schülerzahlen bei sämtlichen Grafen von Mansfeld verklagte, worauf Rhenius 1624 sein Amt niederlegte. 1633 war Rhenius Rektor des Stadtgymnasiums Kiel.
1633 wurde Rhenius nach Stargard in Pommern als erster Rektor des neugegründeten Collegium Groeningianum berufen. Aus seiner Tätigkeit in Stargard ist fast nichts bekannt. Nachdem er in Stargard kein Gehalt ausbezahlt erhalten hatte, verließ er den Ort bald wieder, möglicherweise sogar, ohne dort seine Lehrtätigkeit wirklich aufgenommen zu haben.
1634 ging er als Konrektor an die Lateinschule nach Husum. Er starb 1639 ebenda.